# Cladonia salmonea
Cladonia salmonea är en lavart som beskrevs av S. Stenroos. Cladonia salmonea ingår i släktet Cladonia och familjen Cladoniaceae.   Inga underarter finns listade i Catalogue of Life.